# Wallstraße 29 (Quedlinburg)

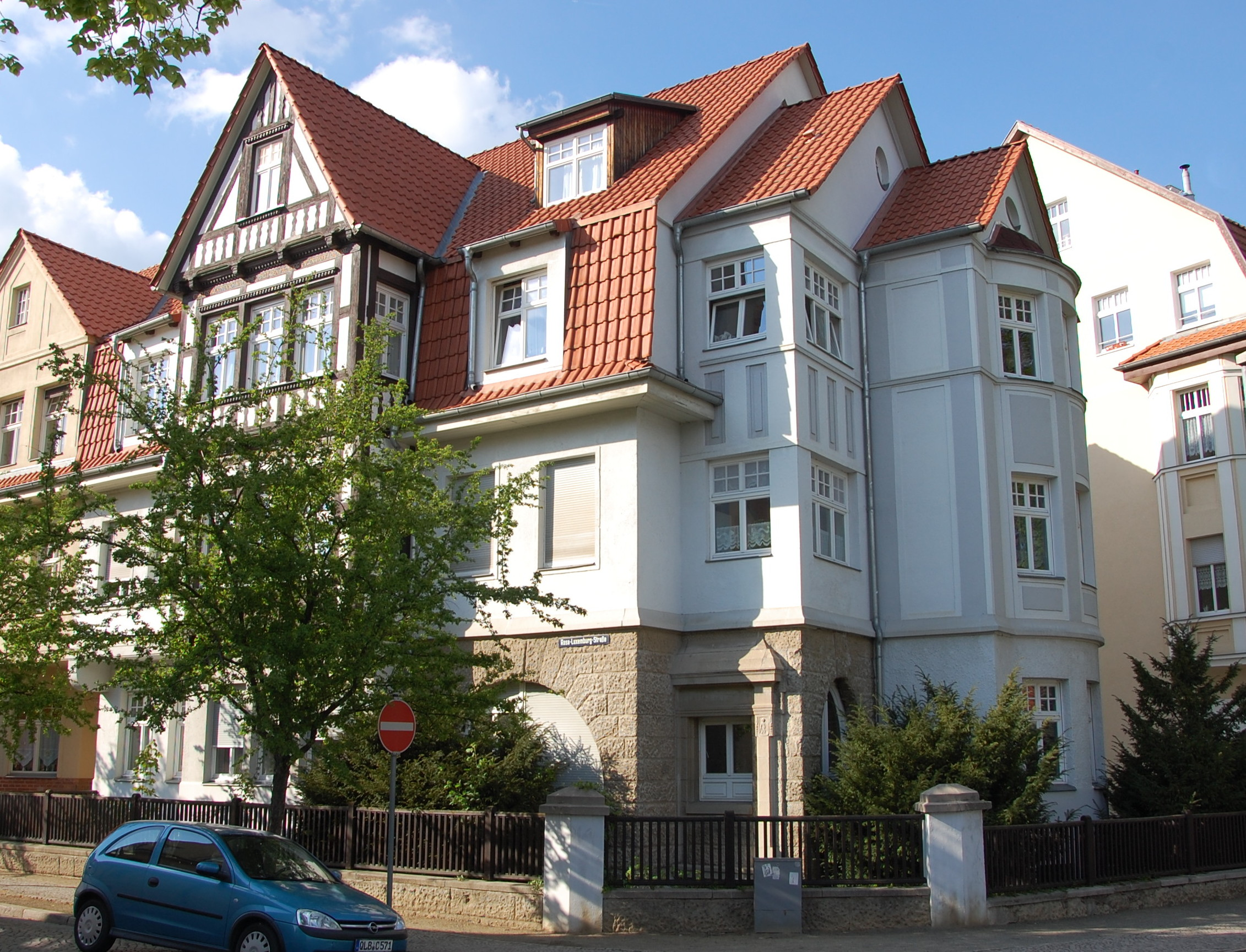
Haus Wallstraße 29

Das Haus Wallstraße 29 ist ein denkmalgeschütztes Gebäude in Quedlinburg in Sachsen-Anhalt. 

## Lage
Es ist im Quedlinburger Denkmalverzeichnis als Wohnhaus eingetragen und befindet sich westlich der historischen Quedlinburger Altstadt auf der Westseite der Wallstraße, in einer Ecksituation unmittelbar nördlich der Einmündung der Rosa-Luxemburg-Straße.

## Architektur und Geschichte
Das dreigeschossige Gebäude entstand in den Jahren 1912/13 für den Malermeister Friedrich Leweke. Es besteht aus mehreren gestaffelt angeordneten Gebäudeteilen, so dass eine vielgestaltige Fassade sowie Dachlandschaft entsteht. Zur Rosa-Luxemburg-Straße hin besteht ein zum Teil in Fachwerkbauweise errichteter, von einem Ziergiebel bekrönter Seitenrisalit. Die Fenster des Hauses sind in ihrer Erscheinung bauzeitlich.